# Rasgueo

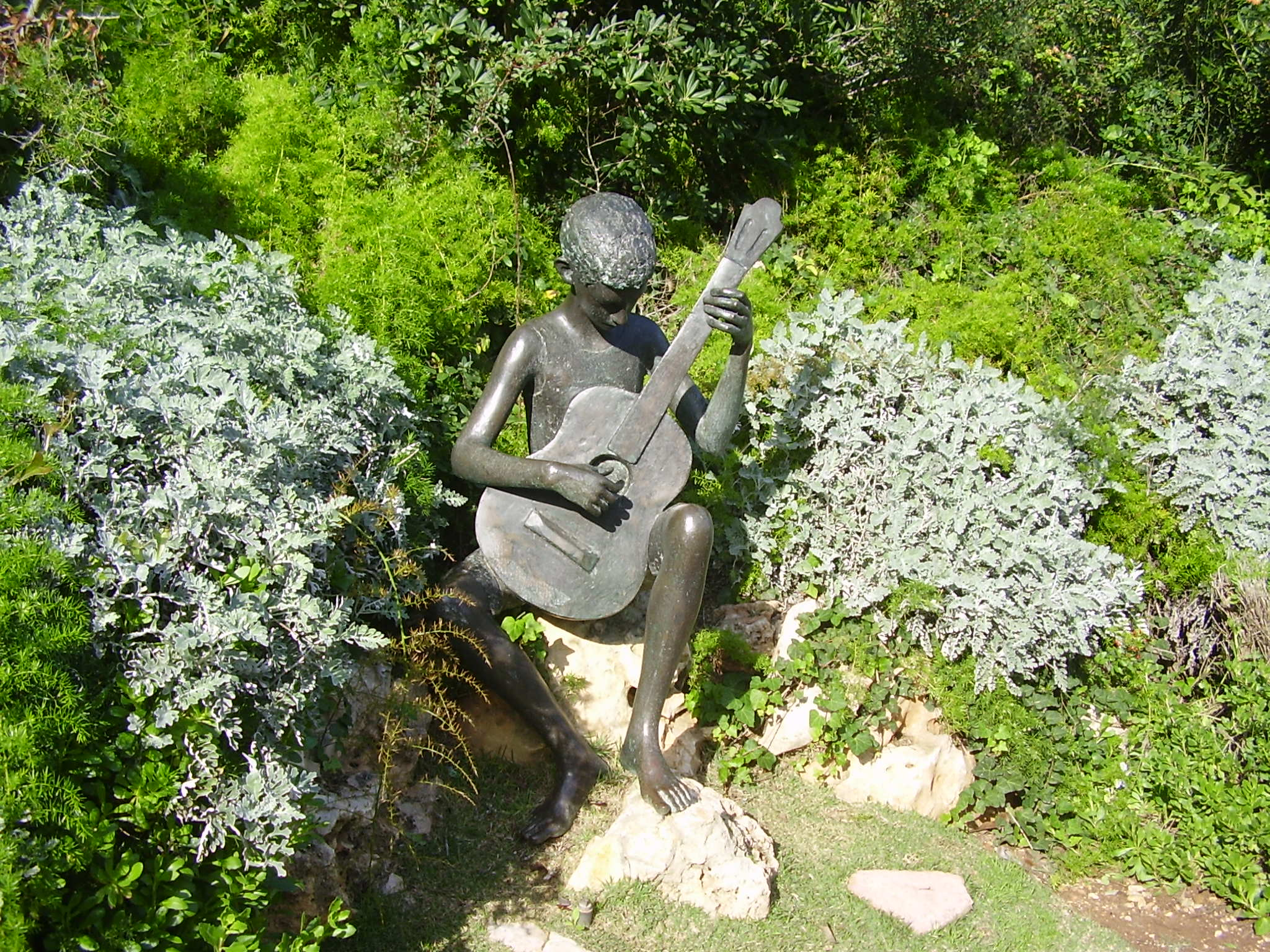
Estatua de la guitarrista de Ursula Malbin en Haifa.

El rasgueo es un concepto comúnmente asociado a la guitarra y consiste básicamente en el acto mediante el cual se provoca la vibración de dos o más cuerdas simultáneamente con los dedos a la vez que se realiza una postura en el diapasón o mástil del instrumento con la finalidad de interpretar un acorde.
El rasgueo típico es el que sigue la secuencia de la 5a cuerda a la prima en orden meñique, anular, medio e índice. El maestro Sabicas popularizó el llamado “rasgueo de 3” cuya secuencia es pulgar hacia arriba (de prima a 5a o 6a) y meñique-o anular-e índice hacia abajo (de 5a a prima) con un leve movimiento circular de muñeca. 
El rasgueo tiene su origen en la música popular o folclórica y a pesar de que sus inicios son casi tan antiguos como la guitarra misma, el desarrollo de nuevas técnicas se ha llevado a cabo incluso en nuestra época.